# Esquirol volador llanós
L'esquirol volador llanós (Eupetaurus cinereus) és una espècie de rosegador de la família dels esciúrids. És endèmic del nord del Pakistan. Es tracta d'un animal nocturn que s'alimenta principalment de fulles de pins. El seu hàbitat natural són els boscos secs de coníferes, on viu a altituds d'entre 2.400 i 3.800 msnm. Està amenaçat per la destrucció del seu entorn a causa de la desforestació, l'expansió dels camps de conreu, la tala d'arbres a petita escala i el desenvolupament urbanístic.